# 賈馬爾-烏德-丁·雅庫特

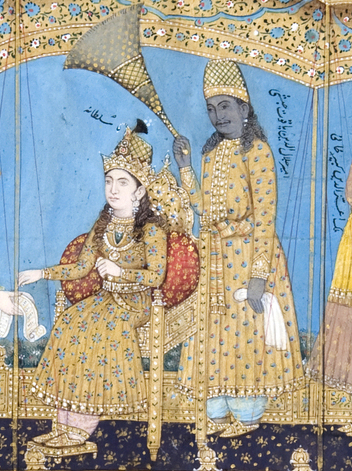
賈馬爾-烏德-丁·雅庫特與拉齊婭女王

賈馬爾-烏德-丁·雅庫特（？—1240年）是一個非洲黑奴出身的將軍，他與德里蘇丹國一個女王拉齊婭蘇丹娜有密切關係，被猜测是她情人。因為他與女王的親密關係引起突厥將軍與神職人员不滿後被處死。

## 種族背景
他生活的時代是伊勒杜迷失與拉齊婭女王在位時代，他是死於反女王的動亂。他是一個哈布希，即是東非奴隸，可能來自阿比西尼亞。他們因體能與忠诚經常被印度君主招入衛隊。

## 生平
他是在德里蘇丹國第三代君主時晉升，得到拉齊婭女王青睞。很快就成了女王親密的顧問，宮廷中很快傳言他與女王的關係。當時歷史學家-包括伊本·白圖泰的許多紀錄，也評估他們的關係是非法的和在公共場合太親密。並因此得到一個重要職位，引起突厥軍人不滿，並死于旁遮普長官一次动亂中。